# 汉古尔河镇
汉古尔河镇，是中华人民共和国内蒙古自治区呼伦贝尔市莫力达瓦达斡尔族自治旗下辖的一个乡镇级行政单位。

## 行政区划
汉古尔河镇下辖以下地区：
汉古尔河社区、汉古尔河村、小都尔本村、西坤浅村、朝阳村、北坤浅村、三合村、额尔根浅村、南坤浅村、东坤浅村、胜利村、东诺敏村、西诺敏村和乌兰村。